# Великі Бастаї
45°38′ пн. ш. 17°19′ сх. д. / 45.64° пн. ш. 17.32° сх. д.
Великі Бастаї (хорв. Veliki Bastaji) — населений пункт у Хорватії, у Б'єловарсько-Білогорській жупанії у складі громади Джуловаць.

## Населення
Населення за даними перепису 2011 року становило 502 осіб.
Динаміка чисельності населення поселення: